# Утёвский район
Утёвский район — упразднённая административно-территориальная единица в составе Куйбышевского края и Куйбышевской области, существовавшая в 1935—1963 годах. Административный центр — село Утёвка

## Население
По данным переписи 1939 года в Утёвском районе проживало 24 848 чел., в том числе русские — 95,2 %, мордва — 1,8 %, казахи — 1,1 %. По данным переписи 1959 года в районе проживало 18 156 чел.

## История
Утёвский район был образован в январе 1935 года в составе Куйбышевского края (с декабря 1936 — области).
По данным 1945 года район включал 11 сельсоветов: Багдановский, Бариновский, Дмитриевский, Домашкинский, Зуевский, Кулешовский, Парфеновский, Покровский, Спиридоновский, Утёвский и Филипповский.
В январе 1963 года Утёвский район был упразднён.